# Minarett von Samarra

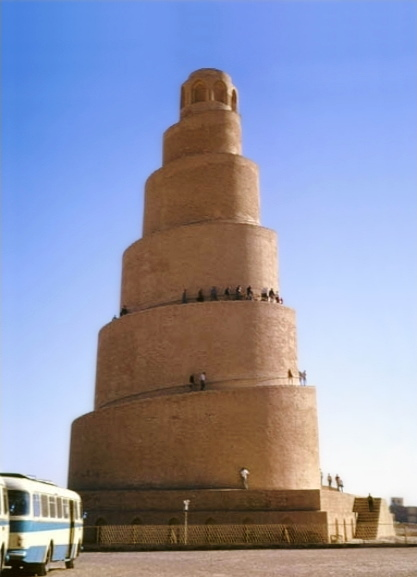
Minarett von Samarra

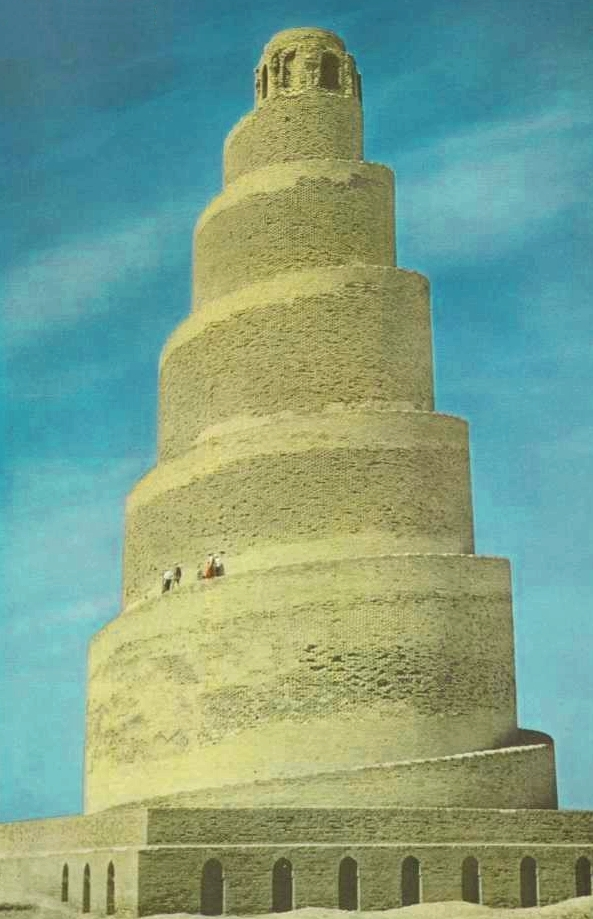
Spiralminarett der großen Moschee von Samarra

Das Minarett von Samarra im Irak ist das Minarett der einst größten Moschee der Welt (sog. Große Moschee von Samarra). Es gehört zum seltenen Typ der Spiralminarette und ist deshalb in der muslimischen Welt unter dem arabischen Ausdruck für Spirale bekannt: الملوية al-Malwiyya, DMG al-Malwīya.

## Beschreibung
Die 52 m hohe Malwiyya steht in Samarra und erhebt sich 27 m vor der Großen oder Freitags-Moschee, die der abbasidische Kalif al-Mutawakkil im Jahr 852 erbauen ließ. Die im 13. Jahrhundert zerstörte Moschee hatte einen rechteckigen Grundriss von 240 × 160 m. Der Hof war allseitig von Liwanen (Säulengängen) umschlossen. Heute sind von der Moschee neben dem Minarett nur noch die Außenmauern erhalten.
Die Malwiyya ist nicht zu verwechseln mit dem ähnlichen, aber kleineren Minarett der Abu-Dulaf-Moschee, 20 km nördlich von Samarra.

## Standort
Samarra war seinerzeit Regierungssitz der Kalifen. Die Stadt am oberen Tigris erlebte ihre Blütezeit unter dem Kalifen al-Mutawakkil (847–861). Obwohl Samarra nur zeitweilig Residenz der abbasidischen Kalifen war, sind die künstlerischen, literarischen und wissenschaftlichen Errungenschaften dieser Stadt in der arabischen Geschichte bis heute legendär.

## Vorbild
Man nimmt im Allgemeinen an, dass die Minarette der Moscheen von Samarra und Abu Dulaf nach dem Vorbild der mesopotamischen Zikkurate gebaut wurden. Grund für diese Annahme sind die vergleichbare spiralförmige äußere Wendeltreppe, das quadratische Podest und der ähnliche Aufbau für den Muezzin.

## Neuere Ereignisse
Die Malwiyya wurde in das Archäologie-Bewusstseins-Kartenspiel des U.S. Verteidigungsministeriums aufgenommen. Das Kartenspiel wurde erstellt, um das US-Militärpersonal über die Wichtigkeit des Respekts kulturellen Erbes während des Einsatzes im Irak und in Afghanistan aufzuklären.
Am 1. April 2005 wurde die Spitze der Malwiyya durch eine Explosion beschädigt. Berichten zufolge griffen die Aufständischen den Turm an, weil US-Truppen ihn als Aussichtspunkt benutzten. Die Wucht der Explosion riss links entlang der Rampe Ziegelsteinstücke aus.